# Ia超新星
Ia超新星（Type Ia supernova）是一种发生在聯星系统中的超新星，其中一颗恒星是白矮星，而另一颗恒星则大到巨星小到白矮星皆有可能。
白矮星是已完成其正常生命週期核融合反應的恆星殘骸。但是，一般最常見的碳-氧白矮星，如果它們的溫度上升得足夠高，仍有進行核融合反應，進一步釋放大量能量的能力。物理上，低自轉速率的碳-氧白矮星的質量會低於1.44M☉。这个临界质量通常被稱為錢德拉塞卡質量（Chandrasekhar mass），與電子簡併壓力無法阻擋災難性坍縮的錢德拉塞卡極限相近但有很小的差异。关于爆炸机制的通常假设认为，白矮星可能会從其聯星系統的伴星逐漸吸積質量，或者与另一颗白矮星伴星合并，这时其会接近或超过錢德拉塞卡質量，核心將達到碳融合的點火溫度。。在啟動核融合之後幾秒鐘，白矮星絕大部分的質量會經歷熱失控反應，釋放出極為巨大的能量（1–2×1044 J），爆炸为超新星。
這種類型的超新星由於爆炸的白矮星通過吸積的機制使質量幾乎一致，因此產生一致的峰值光度。因為此型超新星的視星等隨著距離而改變，這種穩定的最大光度使它們的爆發可以做為標準燭光，用來測量宿主星系的距離。

一顆Ia超新星SN 1998aq在最大光度後一天的B譜帶。

## 公認的模型
Ia超新星是由美國天文學家魯道夫·閔可夫斯基，和瑞士天文學家弗里茨·茲威基設計的閔可夫斯基-茲威基超新星分類中一個次分類的類別。有幾種方式可以形成這種類型的超新星，但它們共用一個共同的基礎機制。理論天文學家長期以來一直認為這種超新星的前身是一顆白矮星。2014年在星系M82中發現的SN 2014J提供了實證的證據。當一顆緩慢自轉的碳-氧白矮星從他的伴星吸積質量，它的質量會接近或超過大約是1.44 M☉的錢德拉塞卡極限，之後它的電子簡併壓力就不能支撐它的質量产生的重力。在缺乏抗衡力量的支撐下，白矮星會坍縮形成中子星，這通常發生在一顆主要成分為鎂、氖和氧的白矮星。
然而，根据天文學家當前的Ia超新星爆炸模型，從來沒有一顆白矮星能達到此一極限，而坍縮也永遠不會開始發生。取而代之的是，因為質量的增加使得核心的壓力和密度增加，導致溫度也升高，並且當白矮星的質量大約達到此一極限的99%，一個持續大約1,000年的週期性對流跟著發生。在這個醞釀階段的某一時刻，一個由碳融合驱动的爆燃產生。點火的細節，包括點火點開始的位置和數量，依然都是未知數。之後，氧融合會短暫的進行，但這種燃料的消耗不如碳的完全。

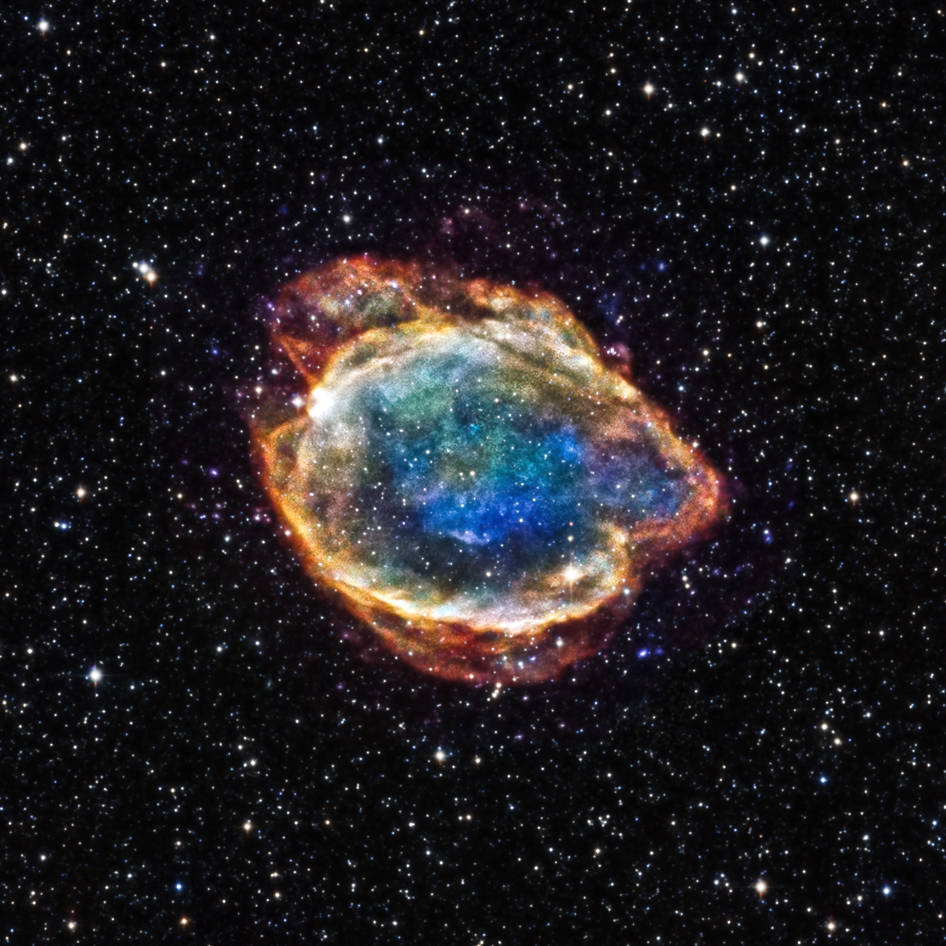
G299 Ia 超新星殘骸。

融合一旦開始，白矮星的溫度就開始上升。支撐主序星的熱壓力會使恆星膨脹而冷卻，自動抵銷增加的熱能。然而，電子簡併壓力與熱無關，白矮星無法以正常恆星的方式調節核融合過程的熱能，所以很容易因為核融合反應而熱失控。火舌被猛烈地加速，部份是由於瑞利-泰勒不穩定性和與湍流的相互作用。關於火焰是否從次音速爆燃轉換成為超音速引爆，還有很多的爭議。
一般认为，不论超新星爆炸究竟是如何发生的，白矮星内大部分的碳和氧都会在短短的幾秒鐘內就轉化成更重的元素，將內部的溫度提高至數十億度。從熱核融合釋放出的能量（1–2×1044 J）遠遠大於使恆星不被束縛的能量；也就是說白矮星的每個微粒都獲得足夠的動能可以各自四處飛散。這顆恆星猛烈的爆炸並釋放出激波，被拋出的物質通常會以5,000–20000 km/s（光速的6%）的高速度飛出；爆炸中釋放的能量也導致極端的亮度增加。Ia超新星典型的目視絕對星等是Mv = −19.3等（大約比太陽亮50億倍），並只有少量的變化。 
這種類型超新星的理論類似新星。在新星中，白矮星可以更慢的吸積伴星的質量而不會接近錢德拉塞卡質量，吸积的物質會造成表面的氫融合爆炸，但不會瓦解恆星。Ia型超新星不同於核坍縮的II型超新星，后者是大質量恆星的核心塌缩時外層产生的災難性的爆炸。

## 形成

### 單简并的前身系统
形成Ia超新星的一種模型是密近聯星系統。這個聯星系統的前身包含兩顆主序星，其中主星的質量比伴星大。質量較大的主星會先演化至漸近巨星分支，外面的包層會先膨脹得非常巨大。如果這兩顆恆星共用包層，那麼這個系統會有值得注意的總質量損失、角動量、軌道半徑和週期的減少。在主星已經蛻化成白矮星之後，其伴星稍後也會演化成紅巨星階段，使它的質量可以吸積至主星。在共用包層的最後階段，因為角動量的損失，兩顆星會以螺旋軌道變得更為接近。結果是軌道週期變得只有短短的幾個小時。如果吸積的時間持續得夠長，白矮星的質量最終可能接近錢德拉塞卡極限。
白矮星的伴星也可能是其它類型的恆星，包括次巨星或（如果軌道是足夠的接近）甚至是一顆主序星。吸積階段的演化過程仍不清楚，實際的演化過程可能取決於吸積率和伴星的角動量轉移給白矮星。
據估計，單一蛻化的Ia超新星不會超過所有Ia超新星的20%。

### 雙简并的前身系统
觸發Ia超新星的第二種可能機制是兩顆白矮星的合併，它們合在一起的質量可以接近或超過錢德拉塞卡極限；有些情况下会产生總質量超过錢德拉塞卡極限的前身白矮星。
在銀河系內，單獨的双星碰撞的機率是每有107-1013 年发生一次，遠低於新星出現的頻率。在球狀星團的緻密核心地區，碰撞則會較為頻繁的發生（參見藍離散星）。更有可能的情況是聯星系統的碰撞；或是含有白矮星的兩個聯星系統之間的碰撞，而這種碰撞會留下兩顆白矮星的密近聯星，經由共用包層和軌道衰變使它們得以合併。然而，以史隆數位巡天光譜為基礎的研究，檢視4,000顆白矮星的測試，發現15對雙星系統，這意味著在銀河系中每隔100年就會發生雙白矮星的合併。这个发生频率符合在鄰近的星系中观测到的Ia超新星的发生频率。
雙白矮星前身系统是對SN 2003fg的前身星異常質量（2 M☉）可能的幾種解釋之一。對SNR 0509-67.5這是唯一可能的解釋，而只有一顆白矮星的情況已經被排除在外。同時SN 1006的超新星遗迹中沒有发现伴星的殘骸，應該也是這一類。NASA雨燕太空望遠鏡觀測的Ia超新星排除了存在超巨星或巨星的伴星的可能。超巨星伴星吹出的外殼應該輻射出X射線，但是雨燕的XRT（X射線望遠鏡）在離得最近的53個超新星遗迹均未檢出。觀察12顆爆炸未超過10天的Ia超新星，UVOT（紫外線/光學望遠鏡）顯示沒有源自被激波加熱的伴星表面輻射的紫外線，這意味著沒有紅巨星或更大的恆星圍繞著超新星的前身星。在SN 2011fe的情況，如果存在著伴星，它必然比太陽小。钱德拉X射线天文台發現5個橢圓星系和仙女座大星系的核球比預期的黯淡30-50倍。基於吸積的Ia超新星模型，X射線應該來自Ia超新星前身星的吸積盤，未观测到此中輻射表明只有非常少的白矮星可能有吸積盤，因而排除通常的袭单简并吸积前身系统。向內螺旋的白矮星對應該是引力波強來源，但仍未被檢測到。

### Iax型
已經有人提出，發生氦吸積到白矮星上形成的次亮度超新星，應該被歸類為 Iax型。這種類型的超新星可能不會將白矮星的前身完全摧毀，而是留下一顆殭屍星。

## 觀測
不同於其他類型的超新星，Ia超新星普遍出現在包括橢圓星系的各種不同類型星系中，它們也不會偏愛出現在恆星正在形成的區域內白矮星形成於主序星演化結束的階段，在這麼長的恆星生命期間，它也許已經漫遊到很遠的地方，遠離了最初誕生的地區。而在成為Ia超新星之前，一對密近的聯星系統可能又耗費了數百萬年的時間進行質量的傳輸（可能形成持續性的新星爆發）。
辨識超新星的前身星是天文學長久以來的難題。直接觀測到前身星，可以對建立超新星的模型提供有用的規範。截至2006年，尋找前身星的工作持續時間已經超過一個世紀。對SN 2011fe的觀測提供了有用的規範。哈伯太空望遠鏡早期的觀測並未顯示該處有恆星，從而排除了伴星是紅巨星的事件。在爆炸而膨脹中的電漿中發現含有碳和氧，這證實前身的白矮星主要是由這些元素組成。同樣的，觀測附近的SN PTF 11kx，是帕洛馬瞬變工廠在2011年1月16日（世界時）發現的，導致這次爆炸的是單一蛻化的白矮星，而其伴星是一顆紅巨星，這顯示沒有單一的前身恆星可以成為Ia超新星。對PTF11kx的前身星的直接觀測報告發表在8月24日的《科學》上支持此一結論，也顯示前身恆星經歷週期性的新星爆發殘成為超星 －另一個令人驚訝的發現。然而，後來發現CSM的質量太大，在單一蛻化的情況下，更適合核心蛻化的情況  。

### 光度曲線

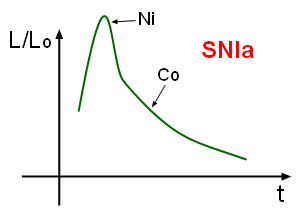
這是Ia超新星相對於太陽L_{0}的亮度-時間的特性曲線圖。峰值主要是由於鎳（Ni）的衰變，稍後階段的能量是鈷（Co）。

Ia超新星有其獨特的光度曲線，這張是爆炸後的亮度對應於時間的函數圖。在最大光度時間的附近，光譜中的譜線包括中等質量元素的氧和鈣；這是恆星外層的主要成分。在爆炸後數個月，當外層的物質因擴散而變得更為透明之後，光譜的主要成分即呈現出恆星核心附近，在爆炸時合成的重元素物質輻射的光線；最主要的是鐵或質量接近鐵元素的同位素（或鐵峰頂元素）。鎳-56經由放射性衰變成為鈷-56再到鐵-56產生的高能光子，是噴發物在中期到晚期能量輸出的主導。
最早使用Ia超新星來精確測量距離的是智利和美國天文學家合作的Calán/托洛洛超新星巡天。在90年代一系列的調查論文表明，並不是所有的Ia超新星都能達到相同的峰值亮度，而從光度曲線的一個參數測量，可以修正成為未紅化的Ia超新星標準燭光值。原始的標準燭光修正關係被稱為飛利浦關係，被證明能使測量的相對距離精確度提高7%。峰值亮度歸一化的依據是白矮星在接近錢德拉塞卡極限下爆炸產生鎳-56的量。
幾乎所有的Ia超新星爆發的絕對光度都相似的輪廓，導致它們被做為星系天文學輔助的標準燭光，並利用造父變星校準距離的規，和利用來自NGC 4258的邁射輻射的動態，測量幾何學上的直接距離。當結合Ia超新星距離的哈伯圖已經導致哈伯常數值得改善。 
在1998年，觀測遙遠距離的Ia超新星，結果導出了令人意想不到，宇宙似乎在加速擴張的結論
。

## 多种子类型
Ia型超新星大类内部存在显著的多样性，目前已经识别出许多亚类。两个著名且研究深入的例子包括1991T类Ia型超新星，这是一个超亮{\displaystyle (M_{V}\lesssim -19.5)}的亚类，具有特别强的铁吸收线和异常弱的硅线；以及1991bg类Ia型超新星，这是一个过暗{\displaystyle (M_{V}\gtrsim -18)}的亚类，其特点是早期强烈的钛吸收特征以及快速的光度和光谱演化。尽管它们的亮度异常，但这两个亚类的成员仍然可以通过使用菲利普斯关系来标准化并用以确定距离。也有其他目前无法和普通Ia型超新星一同标准化的亚类，比如2003fg类Ia型超新星。

## 外部連結
- Falck, Bridget. . Johns Hopkins University. 2006  [2007-05-20]. （原始内容存档于2016-03-04）.
- Staff. . Sloan Digital Sky Survey. February 27, 2007  [2007-05-25]. （原始内容存档于2014-05-29）.
- . peripatus.gen.nz.   [2007-05-25]. （原始内容存档于2016-03-04）.
- . Pole Star Publications Ltd. August 6, 2003  [2007-11-25]. （原始内容存档于2016-03-03）. (A Type Ia progenitor found)

- . peripatus.gen.nz.   [2007-05-25]. （原始内容存档于2016-03-04）.
- SNFactory Shows Type Ia ‘Standard Candles’ Have Many Masses (March 4, 2014)archive